# Coppa Città di Torino
Coppa Città di Torino (z wł. Puchar miasta Turyn) – międzynarodowy towarzyski klubowy turniej piłkarski rozgrywany regularnie latem w 1964 i 1966 na stadionie Olimpijskim w Turynie (Włochy).
W turnieju występowały cztery drużyny i rozgrywano dwa mecze półfinałowe oraz mecz o 3. miejsce i finał. W przypadku remisu przeprowadzana była seria rzutów karnych.

## Finały
| Edycja | Rok  | Finał                | Finał        | Finał        | Trzecie miejsce | Trzecie miejsce | Trzecie miejsce |
| Edycja | Rok  | Zwycięzca            | Wynik        | Finalista    | 3. miejsce      | Wynik           | 4. miejsce      |
| ------ | ---- | -------------------- | ------------ | ------------ | --------------- | --------------- | --------------- |
| I      | 1964 | Juventus F.C.        | 4:1          | Torino FC    | Dukla Praga     | 3:0             | Crvena zvezda   |
| II     | 1966 | Corinthians Paulista | 1:1 (k. 5:4) | RCD Espanyol | Juventus F.C.   | 3:1             | Inter Mediolan  |

## Statystyki
| Lp.  | Klub                 | Zdobywca | Finalista | Lata triumfów |
| ---- | -------------------- | -------- | --------- | ------------- |
| 1-2. | Juventus F.C.        | 1        | 0         | 1964          |
|      | Corinthians Paulista | 1        | 0         | 1966          |
| 3-4. | Torino FC            | 0        | 1         |               |
|      | RCD Espanyol         | 0        | 1         |               |